# Antoni Marimon i Riutort
Antoni Marimon Riutort (Son Sardina, Palma, Islas Baleares, 1965) es un historiador mallorquín especializado en historia contemporánea.
Marimon se licenció en Historia en la Universidad de las Islas Baleares (UIB) en 1988 y se doctoró en 1993 con la tesis Les repercusions de les guerres de Cuba i de les Filipines dirigida por Sebastià Serra. Se incorporó como profesor ayudante de historia contemporánea en la Universidad de las Islas Baleares (UIB) en 1996 para cursar la asignatura de historia contemporánea de América. Es profesor titular desde 2000 en esta misma universidad, además de catedrático desde 2025.
Marimon fue secretario (1999-2008) y subdirector (2013-2016) del "Departament de Ciències històriques i Teoria de les Arts", así como vicedecano de Historia en la Facultad de Filosofía y Letras (2011-2012). Fue redactor de la Gran Enciclopedia de Mallorca (1988-1996). También fue presidente de la Fundació Emili Darder des del 2001.Aunque con la fusión de esta entidad con la Fundación Darder Mascaró en el 2016, siguió ejerciendo unos años más. Es el investigador principal del Grup d'Estudis de la Cultura, la Societat i la Política al Món Contemporani, cuyas investigaciones se centran en la política y la cultura en las épocas de la Restauración borbónica, la Transición democrática y la Autonomía de Baleares con incursiones en la historia de América, poniendo énfasis en los procesos. Además, Marimon es el director del Centro de Estudios y Documentación Contemporánea (CEDOC) desde el año 2023. Además, ha sido director de las revistas culturales Lluc (2000-2003) y Leer (2003-2005). Es el principal asesor técnico de la colección de cómics históricos publicada por Dolmen Editorial, Balears Abans i ara.
Antoni Marimon ha publicado numerosos artículos en catalán, castellano, francés e inglés en revistas especializadas y capítulos de libro, así como varios libros en solitario. Entre estos últimos se pueden destacar La política colonial d'Antoni Maura (1994) y La crisi de 1898 (1997), Entre la realitat i la utopia. Història del PSM (2000), Guerrers, corsaris, soldats i detectius (2005) i D'Argel a sa Granja d'Esporles passant per Amèrica. Semblança biogràfica de Cristófol Seguí Colom (2011) i es coautor de la Història contemporània de América (2000). Ha colaborado con diversos medios de comunicación, como El Mirall, El Temps, Diari de Balears e IB3 Televisió. Entre otras obras, ha coordinado la Història de Mallorca, vol III (1998), Història de Baleares, vol III (2004), así como el Atles d'Història de Mallorca (2005), Diccionari de Partits Polítics 1976-2019) (2012), con el historiador Sebastià Serra (2018). Mallorca davant el centralisme (1715-2015), con el historiador Arnau Company (2023). Sus últimos libros son El triomf de Joan March, Les eleccions a Corts d'abril de 1923 (2019) i D'Astèrix a Tintín. La difusió del còmic francobelga a través de la Editorial Bruguera (1967-1986) (2021). Asimismo, ha coordinado los volúmenes de obras como Verguisme, anarquisme i espanyolisme. Noves investigacions sobre el s. XX a Mallorca (1997).
En 1993 fue galardonado con el premio Ferran Soldevila de biografías, memorias y estudios históricos. Al año siguiente recibió otra distinción: el premio Bartomeu Rosselló-Pòrcel de los premios 31 de Desembre de la Obra Cultural Balear (OCB).